# Team Konica Minolta/Bizhub
O Team Konica Minolta/Bizhub (código UCI: KON) foi uma equipa ciclista sul-africana de categoria Continental. A equipa participava principalmente no UCI Africa Tour, ainda que ocasionalmente também participava em carreiras dos Circuitos Continentais da UCI de outros continentes.
O patrocinador principal da equipa era a companhia Konica Minolta.

## Sede
A equipa tinha a sua sede em Midrand, um distrito da cidade de Johannesburgo (província de Gauteng). Anteriormente teve sua sede em Centurion, uma cidade da mesma província.

## Classificações UCI
A partir de 2005 a UCI instaurou os Circuitos Continentais da UCI, onde a equipa está desde que se criou dita categoria já que este se criou em dito ano, registado dentro do UCI Africa Tour. Estando nas classificações do UCI Africa Tour Ranking, UCI Asia Tour Ranking e UCI Europe Tour Ranking.
As classificações da equipa e do seu ciclista mais destacado são as seguintes.
| Temporada               | Classificação por equipas | Melhor corredor na classificação individual | Posição |
| 2005 (Africa Tour)      | 3º                        | James Lewis Perry                           | 13º     |
| 2005 (Asia Tour)        | 33º                       | James Lewis Perry                           | 111º    |
| 2005 (Europe Tour)      | 57º                       | Kevin Evans                                 | 111º    |
| 2005-2006 (Africa Tour) | 2º                        | Peter Velits                                | 13º     |
| 2005-2006 (Asia Tour)   | 20º                       | John-Lee Augustyn                           | 51º     |
| 2005-2006 (Europe Tour) | 62º                       | Peter Velits                                | 76º     |
| 2006-2007 (Africa Tour) | 7º                        | Tiaan Kannemeyer                            | 48º     |
| 2006-2007 (Asia Tour)   | 37º                       | Christopher Froome                          | 108º    |
| 2006-2007 (Europe Tour) | 105º                      | Christopher Froome                          | 571º    |
| 2007-2008 (Africa Tour) | 5º                        | Christoff Van Heerden                       | 4º      |
| 2008-2009 (Africa Tour) | 12º                       | Kosie Loubser                               | 41º     |
| 2008-2009 (Africa Tour) | 52º                       | Denis Van Niekerk                           | 230º    |

## Palmarés

### Palmarés de 2009
A equipa não conseguiu vitórias durante dita temporada.

## Elenco
Para anos anteriores, veja-se Elencos da Konica Minolta/Bizhub

### Elenco de 2009
| Nome               | Nascimento | Nacionalidade | Equipa de 2008             |
| Shaun Davel        | 25/07/1985 | África do Sul | Amore & Vita-Mc Donald's   |
| Mauritz Faber      | 14/04/1989 | África do Sul | Team Konica Minolta/Bizhub |
| Kosie Loubser      | 03/01/1977 | África do Sul | Neoprofissional            |
| Casey Munro        | 24/01/1985 | Austrália     | Drapac Porsche             |
| Dennis van Niekerk | 19/10/1984 | África do Sul | Team Konica Minolta/Bizhub |
| Tim Schlighting    | 24/06/1990 | Alemanha      | Neoprofissional            |
| Pieter Seyffert    | 27/12/1986 | África do Sul | Team Konica Minolta/Bizhub |
| Tiaan Swart        | 14/03/1990 | África do Sul | Neoprofissional            |
| Ab van der Walt    | 04/07/1989 | África do Sul | Neoprofissional            |
| Paul van Zweel     | 05/04/1990 | África do Sul | Neoprofissional            |

1. ↑  Desde 18 de maio.